# Сан-Фернандо (Тринідад і Тобаго)
Сан-Ферна́ндо (англ. San Fernando) — друге найбільше місто Тринідаду і Тобаго (після Чагуанасу). Знаходиться в південно-західній частині острова Тринідад, на березі затоки Паріан Карибського моря.
| Тринідад і Тобаго | Це незавершена стаття з географії Тринідаду і Тобаго. Ви можете допомогти проєкту, виправивши або дописавши її. |